# Ian Baker-Finch
Ian Baker-Finch, född 24 oktober 1960 i Nambour, Queensland, är en australisk professionell golfspelare som är mest känd för att ha vunnit The Open Championship 1991.
Baker-Finch blev professionell 1979. Han nämner själv Jack Nicklaus som sin största inspirationskälla och säger att hans spel är baserat på Nicklaus bok Golf My Way. Han började sin proffskarriär på PGA Tour of Australasia och vann sin första proffstävling New Zealand Open 1983. Mellan 1984 och 1987 var han medlem på den mer prestigefyllda PGA European Tour där han hade ganska måttliga framgångar då han vann 1985 års Scandanavian Enterprise Open och slutade bland de 20 bästa i penningligan 1985 och 1986. Samtidigt fortsatte han att spela i Australasien i Northern Hemisphere under vintern och vann flera tävlingar och han spelade även på Japan Golf Tour.
Baker-Finch spelade först som inbjuden på den amerikanska PGA-touren 1985 och 1989 blev det mer regelbundet efter att han kvalificerat sig för medlemskap i 1988 års World Series of Golf. han vann sin första tävling på PGA-touren 1989 i Southwestern Bell Colonial vilket garanterade honom medlemskap i två år framåt. 1990 slutade han på 16:e plats i penningligan efter tre andraplatser och två tredjeplatser i tävlingar.
Trots sin stabila karriär med segrar på fyra kontinenter, inklusive Asien, räknades Baker-Finch inte till toppspelarna bland internationella golfspelare och när han vann The Open 1991 med två slag så ansågs det vara en överraskning. Utöver den segern så hade han det året tre andraplatser och kvalificerade sig för The Tour Championship genom en 13:e placering i penningligan.
Baker-Finchs seger i British Open kunde ha varit en inspirationskälla för honom att ta steget till en högre nivå och mer regelbundet bli en utmanare till de större titlarna men så blev det inte. I och med segern i British Open så hade han garanterat spel på PGA-touren i tio år framåt. Han kom tvåa i The Players Championship 1992 men kom aldrig närmare en seger på PGA-touren igen. Han vann ett par mindre tävlingar utanför USA 1992 och 1993 men hans form sjönk snabbt. Han tappade sitt självförtroende och ändrade ofta sin sving. Hans senaste topp tio-placering på PGA-touren var en delad tiondeplats i 1994 års Masters.
Baker-Finchs spel kollapsade totalt och problemen var ofta mentala. På rangen slog han bollen bra men när han ställde sig för att slå ut på första tee slog han ofta en svag drive ut på fel fairway. 1995 och 1996 missade han ofta cutten, gav upp efter en runda eller diskvalificerades i de 29 tävlingar han ställde upp i. Efter att ha gått på 92 slag i den första rundan av British Open 1997 drog han sig tillbaka från tävlingsgolfen.
Baker-Finch blev bisittare för ABC Sports och kommenterade golftävlingar 1998 vilket han gör än idag (2005). I TV-sändningar kallas han ofta för "Finchy".  Den enda tävling på PGA-touren som han har spelat sedan 1997 års Open Championship var 2001 års MasterCard Colonial, där han missade cutten efter två rundor på 74 och 77 slag.
2003 var Baker-Finch biträdande kapten under Gary Player för det internationella laget i Presidents Cup. Hans planer är att tävla på Champions Tour när han har fyllt 50 år, 2010.

## Meriter

### Majorsegrar
- 1991 The Open Championship

### Segrar på PGA-touren
- 1989 Southwestern Bell Colonial

### Övriga segrar
- 1983 New Zealand Open
- 1984 WA Open
- 1985 Queensland PGA, Victorian Open, Scandinavian Enterprise Open
- 1987 Australian Match Play, Polaroid Cup
- 1988 Australian Masters, Pocari Open, ASO Open
- 1990 Coolum Classic, Queensland Open
- 1992 Vines Classic
- 1993 Australian PGA